# Frente de Salvação Nacional (Roménia)
A Frente de Salvação Nacional (em romeno: Frontul Salvării Naționale, FSN) foi uma organização e, depois, partido político da Roménia, que governou o país após a Revolução Romena de 1989.
A Frente de Salvação Nacional após a revolução de 1989 na Roménia, com o intuito de ser o governo provisório até à realização de eleições livres e de aprovação de uma nova constituição.
Apesar desta intenção inicial, a FSN rapidamente anunciou a sua transformação num partido político. Muitos dos seus dirigentes da FSN eram ex-membros do Partido Comunista Romeno, que, tinham criticado, publicamente, o regime de Nicolae Ceaușescu. 
Em 1992, a FSN dividiu-se em duas facções: uma liderada por Ion Iliescu que viria, mais tarde, origem ao Partido Social-Democrata e, a outra liderada por Petre Roman que viria, posteriormente, dar origem ao Partido Democrata Liberal.

## Resultados eleitorais

### Eleições legislativas

#### Câmara dos Deputados
| Data | Votos     | %          | Deputados | +/- | Status   |
| ---- | --------- | ---------- | --------- | --- | -------- |
| 1990 | 9 089 659 | 66,3 (1.º) | 263 / 395 |     | Governo  |
| 1992 | 1 108 500 | 10,2 (3.º) | 43 / 341  | 220 | Oposição |

#### Senado
| Data | Votos     | %          | Deputados | +/- | Status   |
| ---- | --------- | ---------- | --------- | --- | -------- |
| 1990 | 9 353 006 | 67,0 (1.º) | 91 / 119  |     | Governo  |
| 1992 | 1 139 033 | 10,4 (3.º) | 18 / 143  | 73  | Oposição |

### Eleições presidenciais
| Data | Candidato   | 1ª Volta   | 1ª Volta   | 2ª Volta | 2ª Volta |
| Data | Candidato   | Votos      | %          | Votos    | %        |
| ---- | ----------- | ---------- | ---------- | -------- | -------- |
| 1990 | Ion Iliescu | 12 232 498 | 85,1 (1.º) |          |          |